# Tonofibrila

Desmossoma no qual são vistos filamentos de queratina, que são tonofibrilas.

As tonofibrilas são estruturas proteicas citoplasmáticas que se encontram nos tecidos epiteliais, que convergem em desmossomas e hemidesmossomas. As tonofibrilas estão formadas por tonofilamentos, os quais são um tipo de filamento intermédio do citoesqueleto.
Crê-se que a proteína filagrina desempenhe um importante papel para manter juntas as tonofibrilas.